# IV конная когорта римских граждан аквитанов
IV конная когорта римских граждан аквитанов (лат. Cohors IV Aquitanorum equitata civium Romanorum) — вспомогательное подразделение армии Древнего Рима.
Данное подразделение было основано в правление императора Октавиана Августа из жителей Аквитании в период после 26 года до н. э. Когорта впервые появляется в датируемой эпиграфической надписи в Верхней Германии в 74 году. Она базировалась в этой провинции на протяжении всего времени своего существования. Последний раз она упоминается в строительной надписи от 210 года. Надписи подразделения были найдены в следующих римских фортах: Фридбург; Ингельхейм; Майнц (210 год); Обенбург (162 год). Известны имена двух префектов когорты, центуриона, военного врача и корницена (трубача).
Когорта имеет название «civium Romanorum». Этим почетным титулом император обычно награждал воинские подразделения за проявленную доблесть. Награда включала в себя предоставление римского гражданства всем бойцам когорты, но не для последующих новобранцев. Подразделение, однако, сохраняет престижный титул на неограниченный срок. Известны имена одного префекта когорты, одного центуриона, трех декурионов, одного военного врача и солдата.